# IC 1589
IC 1589 ist ein Doppelstern im Sternbild Sculptor. Das Objekt wurde am 1. August 1897 von Lewis Swift entdeckt.